# زاگوژانه (استان اشوی‌داشکسیه)
زاگوژانه (به لهستانی: Zagórzany) یک منطقهٔ مسکونی در لهستان است که در گمینا سولتس-زدروی واقع شده‌است.